# Мизийские мученики
Мизийские мученики (Маркианопольские, Адрианопольские) — святые мученики Максим, Асклиада (или Асклипиодота) и Феодот пострадали в начале IV века при императоре Максимиане Галерии (305—311).
Знатные жители города Маркианополя (современная Девня) в Мёзии Максим и Асклиада вели благочестивую христианскую жизнь. Своим примером они многих обратили к вере во Христа и к святому Крещению.
Во время гонений правитель Фракии Тирис, объезжая подвластные ему города, преследовал верующих во Христа. Он призвал Максима и Асклиаду к себе и уговаривал их отречься от Христовой веры. Однако, видя твёрдую веру мучеников, велел жестоко избивать их. Тогда один благочестивый человек по имени Феодот стал укорять правителя за бесчеловечность и жестокость. Его также схватили и, повесив на дереве, подвергли пытке железными крюками.
Затем трёх мучеников бросили в темницу. Через две недели Тирис поехал дальше и повёз за собой святых мучеников. В городе Адрианополе он подверг их ещё большим истязаниям, приказав жечь их тела раскалёнными пластинами. Среди мучений страдальцы были утешены Голосом с Неба, укрепившим их в терпении. После нескольких дней пыток мучеников бросили на растерзание зверям в цирке, однако медведица, выпущенная на святых Максима и Феодота, стала ласкаться к ним. Святую Асклипиаду привязали к быку, но он стал как вкопанный, не двигаясь с места. Раздражённый Тирис отправился дальше и, не доезжая города Филиппополя, в селе Салтис стал вновь убеждать мучеников отречься от Христа и, наконец, велел отсечь им головы. Спустя некоторое время он был наказан гневом Божиим: его поразила молния, когда он сидел на судилище.